# Beamish Buggies
Beamish Buggies ist ein südafrikanischer Hersteller von Automobilen.

## Unternehmensgeschichte
Das Unternehmen aus Kapstadt begann 1975 mit der Produktion von Automobilen und Kit Cars. Der Markenname lautet Beamish. Beetle Bits importierte zwischen 2000 und 2001 etwa zwölf Exemplare ins Vereinigte Königreich. Nach Unternehmensangaben entstanden bisher etwa 1000 Komplettfahrzeuge sowie etwa 1000 Bausätze.

## Fahrzeuge
Im Angebot stehen VW-Buggies. Die Basis bildet das Fahrgestell vom VW Käfer. Darauf wird eine offene Karosserie aus Fiberglas montiert.